# Guerra d'Arquidam
Tradicionalment s'ha donat el nom, de guerra d'Arquidam o guerra Arquidàmica, a la primera fase de la guerra del Peloponès, des del seu inici, el 431 aC, fins a la pau de Nícies, el 421 aC. Aquest nom deriva del rei d'Esparta Arquidam II, que de fet va tenir una partició menor a la guerra, ja que només va encapçalar les dues primeres expedicions a l'Àtica. El tercer any va dirigir un atac a Platea i el quart any un atac a l'Àtica mateix, el 428 aC. L'any 427 aC ja era comandant Cleòmenes I i devia morir aquell mateix any doncs el 426 aC ja apareix el seu fill i successor Agis II com a rei.